# Trio (Trio-Album)
Trio ist das erste Studioalbum der gleichnamigen NDW-Band Trio. Es erschien im Oktober 1981 beim Label Mercury Records. Produziert wurde das Album von Klaus Voormann. Der kommerzielle Erfolg des Albums setzte erst Mitte 1982 mit Veröffentlichung seiner dritten Auflage ein, die das zuvor nur auf einer gesonderten Single erhältliche Lied Da Da Da enthielt. Dieses Lied hatte sich seit April 1982 im Zuge der Neuen Deutschen Welle zu einem nationalen und später auch internationalen Erfolg entwickelt. 
In Deutschland erreichte das Album Platz drei der Albumcharts. Das Album Trio enthält 14 Lieder, deren Instrumentierung sich meist in der Verwendung von Schlagzeug, E-Gitarre und Gesang erschöpft. Ein Großteil der Stücke beschreibt gescheiterte Liebesbeziehungen, vereinzelt wird auch Medienkritik geübt.

## Entstehung

### Vorgeschichte
Der Sänger Stephan Remmler und der Gitarrist Kralle Krawinkel hatten bereits in den 1960er Jahren gemeinsam in einer norddeutschen Beatband namens Just Us gespielt. Nach deren Auflösung 1970 und erfolglosen Versuchen, als Solokünstler im Musikgeschäft Fuß zu fassen, wurden Remmler und Krawinkel Anfang der 1970er Jahre verbeamtete Lehrer. Im Januar 1979 – nach einem einmaligen erneuten Auftritt als Just Us – trafen sie die Entscheidung, einen zweiten Versuch zu unternehmen, kommerziell erfolgreiche Musik zu produzieren.
In Krawinkels damaligem Bauernhof im niedersächsischen Rastede entstanden bereits die ersten Lieder für das spätere Album Trio. In dieser Phase wurden die Titel, darunter unter anderem Nasty oder Energie, noch mit der klassischen Rockbesetzung interpretiert: Gitarre, Bass, Schlagzeug, Keyboard und Gesang. Die Begleitmusiker von Remmler und Krawinkel fluktuierten; unter ihnen befand sich auch der seinerzeit arbeitslose Schlagzeuger Peter Behrens. Stephan Remmler beschreibt die letztliche Entscheidung, nur noch zu dritt mit Behrens als Trio zu musizieren wie folgt:

„Mit den Kandidaten jammten wir gewöhnlich das ganze Wochenende, aber Peter fing an, auch unter der Woche zu kommen. Wir arbeiteten zu dritt, am Wochenende kamen dann wieder zwei Neue, und wenn wir hinterher die Aufnahmen verglichen, merkten wir, dass unsere Trio-Sachen viel näher an dem waren, was wir eigentlich wollten.“

Die drei bezogen gemeinsam ein für 600 DM im Monat gemietetes Einfamilienhaus in der Großenknetener Siedlung Regente im Ortsteil Sage. Im Keller befand sich der Proberaum, in dem nach und nach die Lieder für das Album Trio entstanden. Annähernd alle Texte wurden von Stephan Remmler verfasst, der hierfür auch Alltagssituationen aus dem gemeinsamen WG-Leben verwendete. 2008 beschrieb Krawinkel den Ursprung des Textes zum Lied Los Paul, der entstand, als er und Behrens gemeinsam ein Fußballspiel im Fernsehen sahen:

„…dann war Paul Breitner in der Nationalmannschaft, Stephan kam rein, ich sagte: ‚Du hast doch überhaupt keine Ahnung von Fußball! Raus hier!‘ ‚Nee nee, ich möchte doch gern ein bisschen dabei sein!‘ Er hatte einen Schreibblock mit. Dann sagte ich: ‚Los Paul, du musst ihm voll in die Eier hau’n.‘ Das habe ich gesagt, er hat es aufgeschrieben. ‚Schnell gesehen, schnell geschossen…‘ hatte der Sprecher gesagt. ‚Zwei Mann gleich bei ihm…‘ – war der Sprecher. Stephan hat das aufgeschrieben; am nächsten Tag war das sofort im Lied. So war das Leben. Ein gutes Leben.“

Eine Auswahl der so entstandenen Lieder nahm die Band, die sich mittlerweile schlicht Trio nannte, auf einer Vierspur-Maschine von Teac im eigenen Proberaum auf. Zwei Titel (Lady-O-Lady und Sunday You Need Love Monday Be Alone) sowie eine knapp neun-minütige Live-Fassung des Liedes Broken Hearts for You and Me ließ Trio in kleiner Auflage auf eine 10″-Mini-LP pressen. Mit diesen Schallplatten bewarb sich die Band bei Schallplattenfirmen um einen Plattenvertrag, erhielt allerdings 23 Absagen. Ein Exemplar erhielt der A&R-Manager Louis Spillmann von der deutschen Plattenfirma Phonogram von einem Mitarbeiter des Musikverlages Francis, Day & Hunter. Weil das Lied Sunday You Need Love Monday Be Alone seine Aufmerksamkeit erregte, besuchte er ein Konzert von Trio. Die überzeugende Live-Darbietung der Band bewog Spillmann noch am selben Abend dazu, der Band einen Plattenvertrag anzubieten.
Klaus Voormann, Beatles-Intimus und vormals unter anderem Bassist bei John Lennon, war zu dieser Zeit als Berater für Spillmann tätig. Auch er besuchte ein Konzert von Trio und war Gast einer Probe der Band in Großenkneten. Er bestärkte Spillmanns Entschluss, die Band unter Vertrag zu nehmen, nicht zuletzt aufgrund ihrer professionellen Bühnenshow, insbesondere aber auch wegen der idealen, den Charakteren entsprechenden Rollenverteilung innerhalb der Formation. Spillmann setzte Voormann fortan als Produzent von Trio ein und ein Plattenvertrag wurde abgeschlossen.

### Produktion

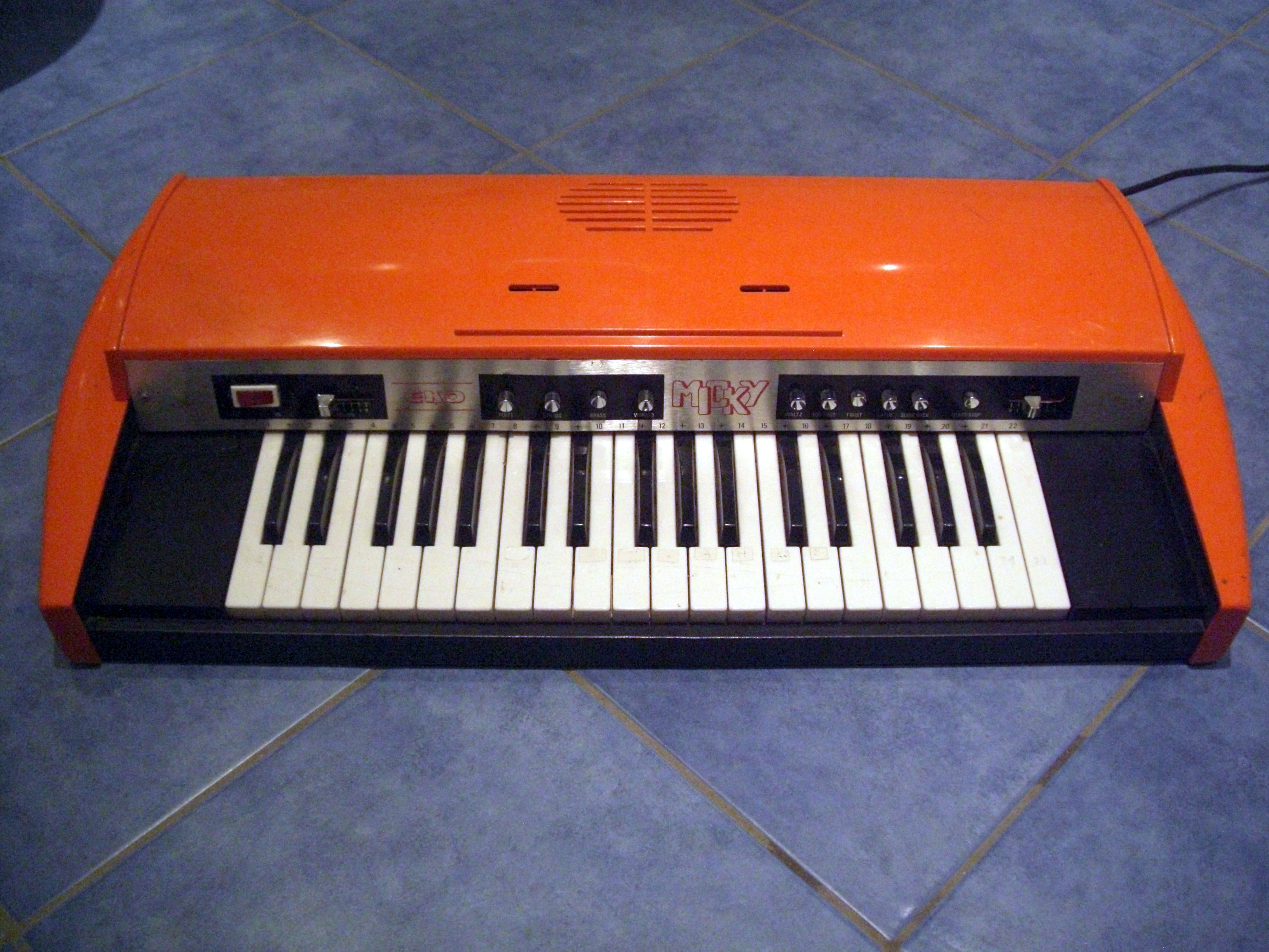
Das Keyboard des Typs „EKO Micky“ diente im Lied Energie als Taktgeber

Im Sommer 1981 bat Klaus Voormann Spillmann um 10.000 DM für zwei Achtspur-Maschinen, um mit der Produktion des Debütalbums von Trio zu beginnen. Die Wahl des Musikstudios fiel auf das Schweinestall-Studio in der Nähe von Husum, das der Produzent und ehemalige Keyboarder Detlef Petersen von der deutsch-englischen Band Lake gemeinsam mit Geoffrey Peacey betrieb. Letzterer arbeitete als Tontechniker an dem Album.

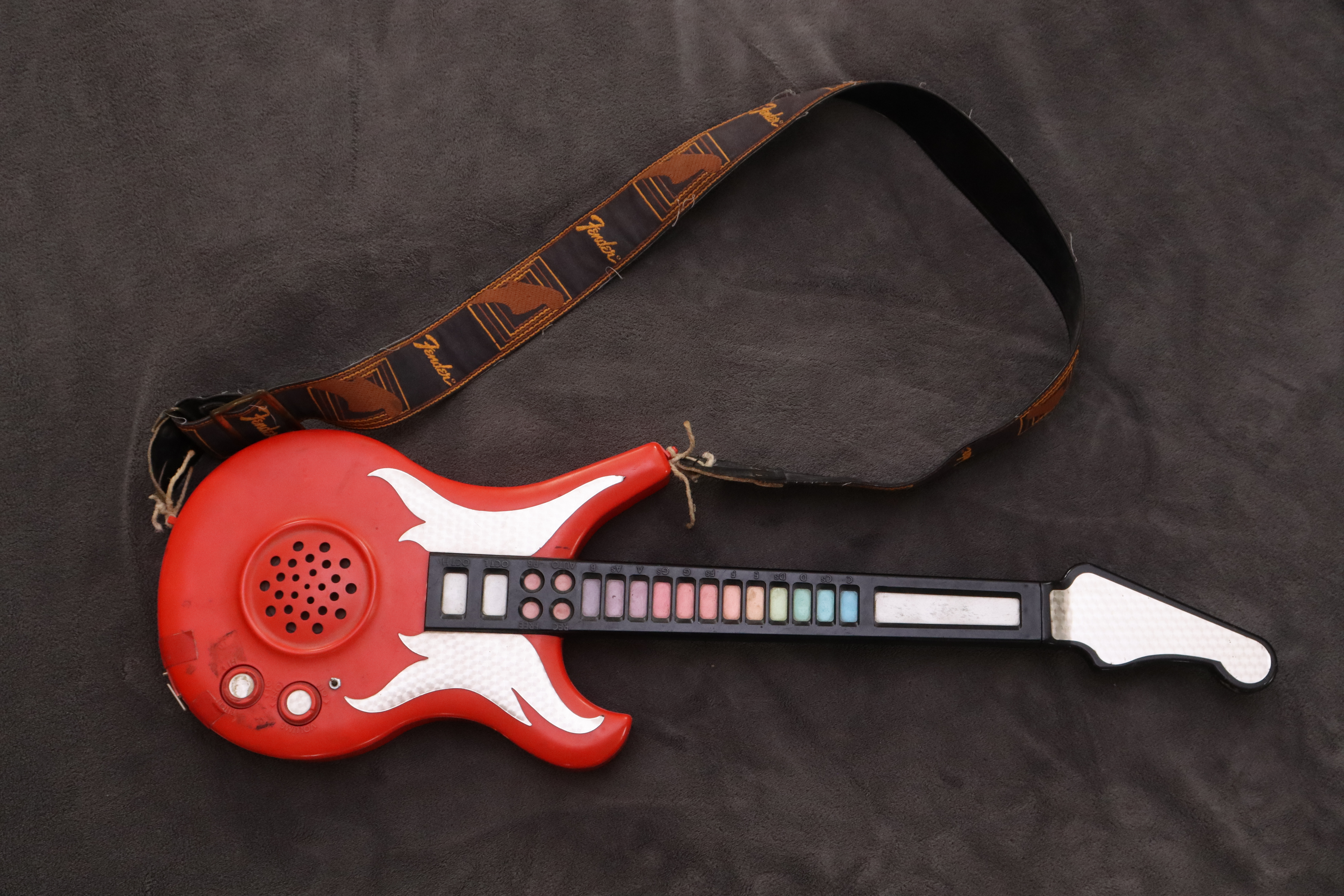
Auf diesem Spielzeuginstrument spielte Remmler ein Solo in dem Lied Kummer

Schlagzeug und E-Gitarre für alle Titel des Albums wurden von Krawinkel und Behrens live eingespielt und im Anschluss der Gesang von Remmler im Overdub-Verfahren aufgenommen. Aufgrund der minimalen Instrumentierung aller Lieder gab es bei den Aufnahmen nur wenig hinzuzufügen oder wegzulassen. Die Band beherrschte durch intensives Proben und viele Auftritte ihr Repertoire, sodass die Aufnahmen zügig vonstattengingen. Für Spannungen sorgte zeitweise der Perfektionismus von Stephan Remmler, der für ein konzentriertes Singen seine Bandkollegen und Klaus Voormann „eine Runde um das Haus schickte“.
Einige Lieder der Band enthielten instrumentale Passagen, die bei Aufführungen in die Länge gezogen wurden. Diese Passagen wurden im Tonstudio gekürzt. So wurde beispielsweise ein langes Solo auf einer Kindergitarre am Ende des Liedes Kummer, das sich auf der Bühne zu einer Kakophonie ausbreitete, durch ein sehr frühes Fadeout gekürzt. Auch ein langes Gitarrensolo in Broken Hearts for You and Me wurde ersatzlos entfernt. Andere Lieder dagegen wurden durch kleine Zusätze verfeinert: Im Lied Nasty wird das Gitarrensolo durch ein klirrendes Geräusch eingeleitet, das durch einen mit Glas gefüllten und im Studio umher geworfenen Karton erzeugt wurde. Das Outro des Liedes Danger Is endete live bislang damit, dass Trio rhythmisch „Da Gefahr!“ ruft. Für die Studio-Fassung sollten die Rufe dagegen nicht im Takt zu hören sein. Um dies zu erreichen, warf sich die Band im Studio Bälle zu; jeder der gerade einen Ball warf, musste „Da Gefahr!“ rufen, um die Rufe möglichst zufällig erklingen zu lassen.
Zu den insgesamt dreizehn im Studio aufgenommenen Liedern wurden für das Album Trio noch zwei ältere Live-Aufnahmen (Ja ja ja und TRIO) sowie die originale Demo-Fassung des Liedes Sabine Sabine Sabine hinzugefügt.
Weitere Lieder aus dem Live-Repertoire von Trio blieben auf dem Album unberücksichtigt, darunter das Lied Oder doch – Wird so schlimm nicht sein, da der Text zu anstößig ist:

„Mach die Beine breit und lass mich rein

es soll dein Schaden nicht sein

Nimm ihn in den Mund bis in den Schlund

es soll dein Schaden nicht sein

oder doch?“

Auch die Lieder Du ich wär so gern bei dir, A Little Love, Country Boy und Nirgendwohin aus Trios Live-Repertoire erschienen nicht auf dem Album Trio. Ob die genannten Titel überhaupt produziert wurden, ist nicht bekannt, da die originalen Mehrspurbänder des Albums als verschollen gelten. Oder doch – Wird so schlimm nicht sein erschien 1985 in einer textlich überarbeiteten Fassung unter dem Namen Ready for You auf Trios letztem Studioalbum Whats the Password. Du ich wär so gern bei dir wurde ebenfalls überarbeitet und als Anna – Lassmichrein Lassmichraus Ende 1982 als Single veröffentlicht. Stephan Remmler produzierte 1993 das Lied in seiner ursprünglichen Form neu und veröffentlichte es auf seinem Soloalbum Vamos.
Abgemischt wurde das Album im Anschluss von Klaus Voormann. Wo das Album gemastert wurde, ist nicht bekannt.
Die fertige Produktion wurde der Plattenfirma Phonogram präsentiert und führte dort zu Irritationen. Klaus Voormann erinnert sich, dass der Produktmanager Thomas Quast verzweifelt auf den Einsatz des E-Basses wartete:

„Er habe wohl geglaubt, da werde was Dickes, Großes draus. Der hat mich beinahe zur Minna gemacht.“

Letztendlich sprach Louis Spillmann ein Machtwort, und der Mix von Klaus Voormann wurde akzeptiert. Das Album Trio erschien am Dienstag, den 20. Oktober 1981, beim Sublabel Mercury Records der Phonogram.
Die sich an die Veröffentlichung des Albums anschließende Deutschlandtournee und den minimalen Aufwand der Live-Darbietung nutzte die Band zu Werbezwecken, indem sie an jedem Gastspielort nachmittags direkt im lokalen Schallplattenladen auftraten. Trio spielte bis Ende 1981 in insgesamt 39 Schallplattengeschäften, beginnend bei „Montanus“ in Berlin und endend im „Studio 2000“ in Homburg. Aus dem Drogeriemarkt Müller in Bad Tölz wurde Trio vor die Tür gesetzt, da sie zu laut waren. Einige Kurz-Konzerte wurden auch in den Schallplattenabteilungen von Kaufhäusern wie Hertie oder Karstadt gegeben. Erst abends spielte das Trio seine etwa zweistündige Live-Show in den lokalen Clubs.

### Da Da Da

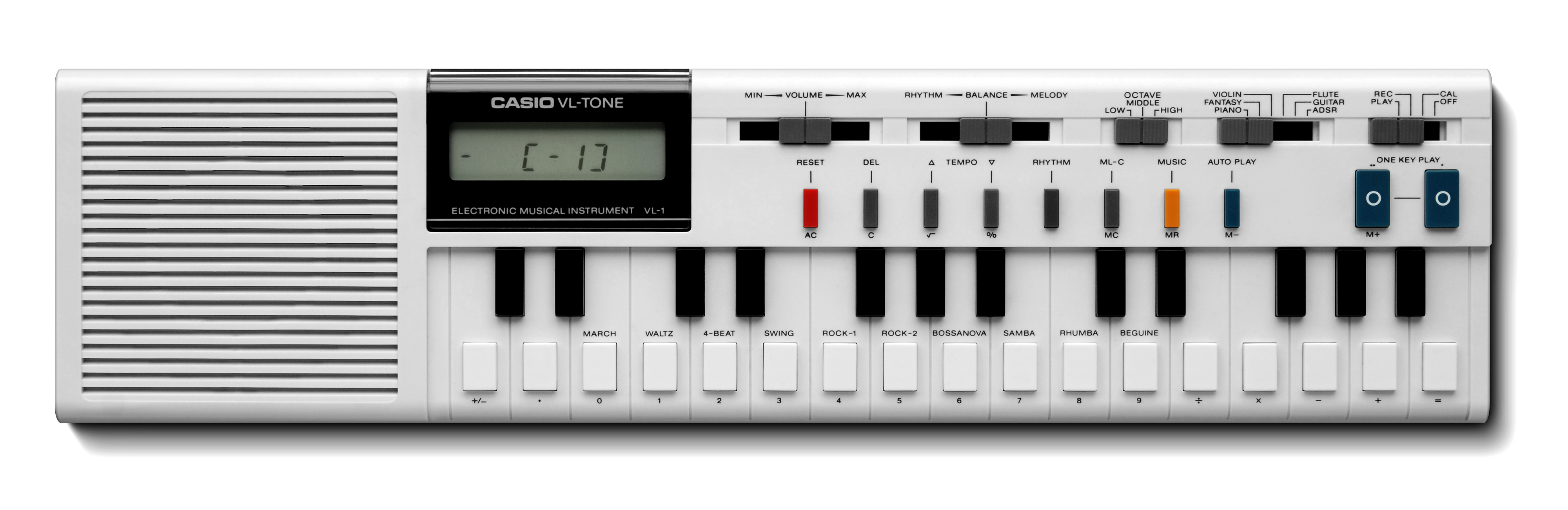
Das Spielzeug-Keyboard Casio VL-1 prägte den Sound von Da Da Da.

Im Laufe der Deutschlandtournee 1981 entstand das Lied Da Da Da, das vom Publikum sehr gut angenommen wurde. Der Rolling-Stone-Redakteur Joachim Hentschel verknüpfte im Jahr 2003 die Karriere von Trio mit der Komposition von Da Da Da:

„Da Da Da, unbeliebt bei den Experten und den Musikern selbst, kann man aber auch als den definitiven Trio-Moment sehen, als Dreieinhalb-Minuten-Trip durch alle kuriosen Ecken des Band-Universums. Der erste Song, den die Gruppe nach den aufregenden Monaten und der Festschreibung des eigenen Image komponierte. Der erste Song im vollen Bewusstsein der eigenen Stärken.“

Anfang 1982 entschloss sich Klaus Voormann, Da Da Da als Single zu veröffentlichen. Im Zürcher Studio der befreundeten Band Yello nahm Trio Musik und Gesang des Liedes auf. Im Berliner Audio-Studio fügten Annette Humpe und Joachim Behrendt von der Band Ideal Background-Gesang und Kastagnetten hinzu. Eine Single und eine Maxi-Single von Da Da Da wurden im Februar 1982 veröffentlicht. Bekannt geworden durch mehrere Fernsehauftritte, darunter bei Bananas und in der ZDF-Hitparade, stieg Da Da Da am 5. April 1982 in die deutschen Singlecharts ein und erreichte dort letztlich Platz zwei.
Aufgrund dieses Erfolges wurde Da Da Da zunächst für kurze Zeit als einseitig bespielte Single dem Album beigelegt, bevor der Titel als zweites Lied auf dem Album auf der B-Seite in einer dritten Auflage nachträglich eingefügt wurde.

## Covergestaltung

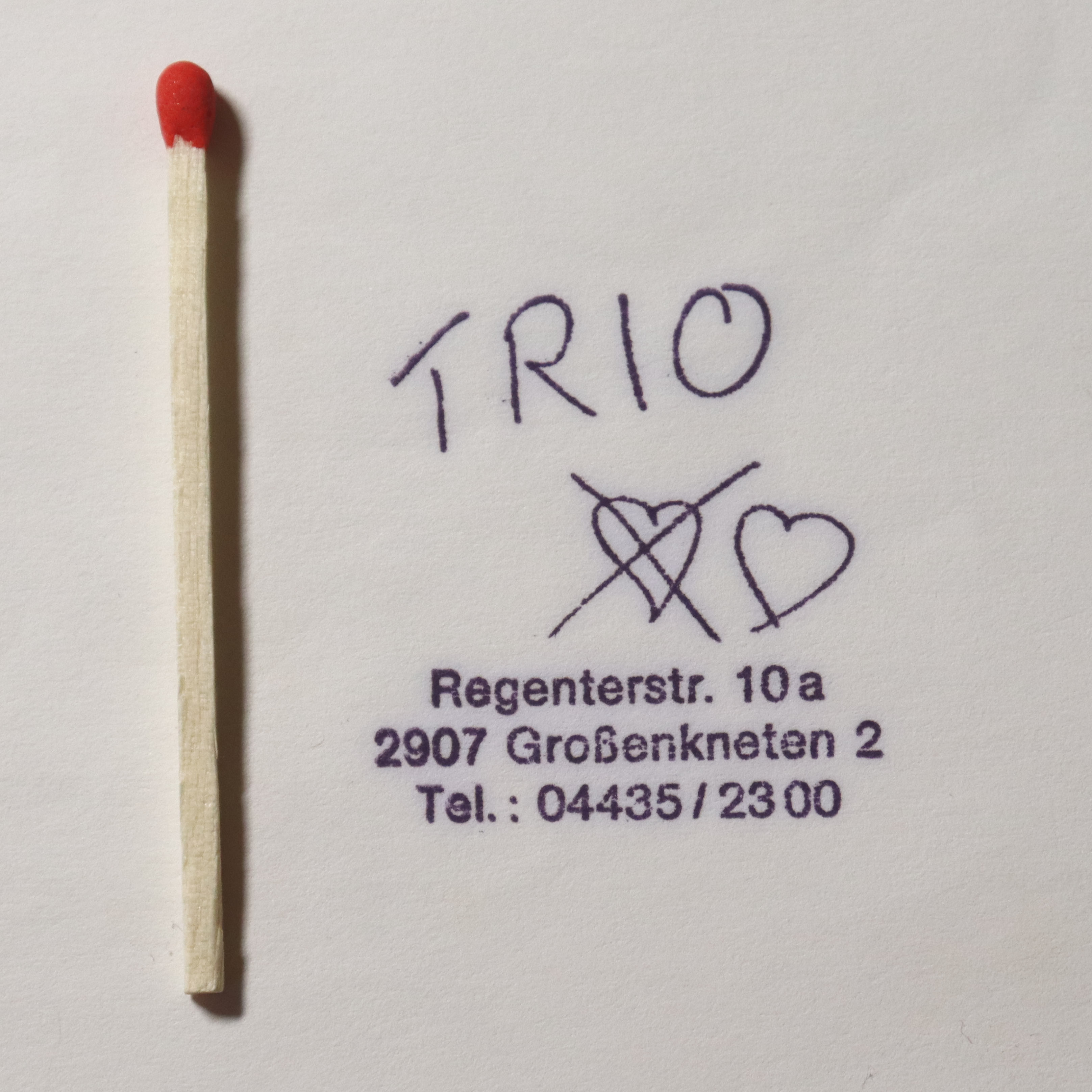
Dieser Adressstempel-Abdruck diente als Vorlage für das Plattencover.

Im Sinne des musikalischen Minimal-Konzepts wurde auch das Cover des Albums Trio so minimalistisch wie möglich gehalten. Der vollständig weiße Hüllenhintergrund ist großflächig in schwarz mit dem Bandnamen, einem Bandlogo und der Privatadresse und -telefonnummer von Trio beschriftet. Bei der Abbildung handelt es sich um einen stark vergrößerten Abdruck eines Adressstempels der Band, mit falscher Schreibung des Straßennamens (richtig ist „Regenter Str.“). Auf der Album-Rückseite findet sich lediglich eine Auflistung der enthaltenen Lieder, die Remmler selbst handgeschrieben hat. Informationen zur Musik oder zur Identität der Musiker oder des Produktionsteams sind dem Cover nicht zu entnehmen.
Auf der Plattenschutzhülle sind alle Liedtexte schwarz auf weiß abgedruckt. Auch hier wurde minimiert: Es wird vollständig auf Satzzeichen verzichtet.
Erst auf dem Plattensticker finden sich die Namen „Remmler“ und „Kralle“ als Komponisten. Zudem ist als Produzent „Klaus Voormann“ genannt. Behrens, der an keiner Komposition des Albums beteiligt war, wird namentlich nirgends auf dem Album erwähnt.
Bei der Plattenfirma Phonogram gab es im Vorfeld der Veröffentlichung des Albums Vorbehalte, da Mitarbeiter befürchteten, dass sich auf dem weißen Cover im Schallplattenladen Fingerdreck ansammeln könnte.
Die auf 6.000 Exemplare limitierte Vinyl-Erstauflage des Albums enthielt eine Bonus-Single mit den Liedern Halt mich fest ich werd verrückt und Lady-O-Lady. Am oberen Rand der Schallplattenhülle war ein Tragegriff aus Pappe angebracht.
Die 1984 erschienene CD-Fassung des Albums behielt das schlichte Cover weitgehend bei. Lediglich das handschriftliche Tracklisting wurde gegen eine Version in Druckbuchstaben ausgetauscht. Auf der CD finden sich im Gegensatz zur Vinyl-Ausgabe weder eine Nennung der Autoren noch des Produzenten. Insgesamt umfasst daher der Informationsgehalt der CD-Fassung nur: Bandname, Privatadresse, Telefonnummer, Titelliste und Texte.
Die Nennung der Telefonnummer von Trio führte zwangsläufig zu einer großen und wohl auch intendierten Anzahl von Anrufen im Haus von Trio in Großenkneten. Wegen der zunehmenden Popularität der Band schaffte sich Trio einen Anrufbeantworter an, den mal Remmler, mal Krawinkel, mal Behrens besprach. Auch die Nennung der Privatadresse führte zu zahllosen Besuchen von Fans, die ein konzentriertes Musizieren nahezu unmöglich machten. 1984 zogen Remmler und Behrens aus; Krawinkel verließ 1989 als letztes Bandmitglied das Haus in Großenkneten.

## Musikalische Beschreibung

### Konzept

Typische einfache Schlagzeugfigur, wie sie in einer Vielzahl der Lieder des Albums gespielt wird

Trio hatten sich zum Ziel gesetzt, diverse Musikrichtungen auf ein absolut notwendiges Minimum zu reduzieren. Fast alle Lieder des Albums werden nur mit Schlagzeug und E-Gitarre gespielt. Nur auf wenigen Titeln (Energie, Ya Ya) wurde eine einfache Heimorgel des Typs „EKO Micky“ eingesetzt. Der Gesang wurde teilweise durch den Einsatz eines Kehlkopfmikrofons und eines Megafons verfremdet. Auf dem Album sind u. a. Reggae (Energie), Liebesschnulzen (Kummer, Sabine Sabine Sabine), Punk (Ja Ja wo gehts lank Peter Pank schönen Dank), Rock ’n’ Roll (Ya Ya) oder auch Rock (Sunday You Need Love Monday Be Alone) zu hören. Trotz dieser deutlich unterschiedlichen Musikstile klingt das Album durch die sparsame Instrumentierung einheitlich. Bindendes Glied ist die Darbietungsform.
Die Liedtexte des Albums Trio sind teils in deutscher, teils in englischer Sprache verfasst. In einer ganzen Reihe von Liedern werden beide Sprachen verwendet. Annähernd alle Texte und etwa die Hälfte der Musik wurden von Remmler geschrieben, Krawinkel steuerte eine weitere Hälfte der Musik bei. Behrens ist an keiner Komposition beteiligt.

### Musik und Texte
Eröffnet wird das Album mit dem rund 30 Sekunden langen Lied Achtung Achtung, das speziell für das Album aufgenommen wurde und nicht zum Live-Repertoire von Trio gehörte. Zu einem vom Schlagzeug begleiteten Gitarrensolo ruft Remmler folgende Ansage durch ein Megafon:

„Achtung Achtung! Lassen Sie sich nicht täuschen! Obwohl es zunächst so aussieht, als ginge es um Ihre Unterhaltung, geht es doch letztlich darum, dass Sie Ihre Sympathie und Ihr Geld dem Trio geben. Ab dafür.“

Das Lied endet abrupt, und Remmler ruft sofort laut „Ja Ja Ja“, was das zweite Lied des Albums Ja Ja Ja einleitet. Bei diesem sehr schnellen Punk-Titel (rund 220 bpm) handelt es sich um eine Live-Aufnahme, die 1981 in Stade entstand. Der Text wird zwei Strophen und zwei Refrains lang auf Deutsch gesungen. Danach setzt die Gitarre aus, und Remmler singt – nun nur noch vom Schlagzeug begleitet – auf Englisch weiter. Zusätzlich wird der Gesang durch Verwendung eines Kehlkopfmikrofons verfremdet. Zum Ende des Liedes ahmt Remmler verbal eine Flugabwehrkanone und Handgranaten nach.

Notenbeispiel aus Kummer. Die Gitarrenbegleitung besteht nur aus zwei oktaviert gespielten Tönen.

Dem sehr schnellen, aggressiven Ja Ja Ja folgt die langsame (etwa 80 bpm) Ballade Kummer, welche zunächst von Kirchenglocken eingeleitet wird. Nach einigen Sekunden setzen zusätzlich Schlagzeug und E-Gitarre ein, wobei die Tonart E-Dur des Liedes nicht der Tonart G-Dur der Glocken entspricht und somit eine deutliche Dissonanz entsteht. Nach wenigen Takten beginnt Remmler in sehr tiefen Tönen zu singen, während die Kirchenglocken verstummen. Inhaltlich beschreibt das Lied in insgesamt wenigen Zeilen auf Deutsch und Englisch den Trennungsschmerz des Vortragenden nach einer gescheiterten Liebesbeziehung. Das Lied endet im wiederum dissonanten Einsetzen der Kirchenglocken, wobei die Dissonanz durch ein kurzes Solo auf einer Kindergitarre noch verstärkt wird.
Der Rocksong Broken Hearts for You and Me beginnt mit einem zügigen Marsch, der ausschließlich auf dem Schlagzeug mit einer stampfenden Bassdrum und Trommelwirbeln gespielt wird. Remmler fordert auf Deutsch mittels Megafon das Publikum zu einem Formationstanz auf:

„Die Damen in den Innenkreis, die Herren in den Außenkreis, in Gegenrichtung Marsch!“

Nach etwa einer halben Minute wechselt das Schlagzeug zu einem moderaten 4/4-Takt, die Gitarre setzt ein, und Remmler besingt in mehreren englischen Strophen den Versuch, eine Liebesbeziehung im Guten zu beenden. Hierzu singt der aus Krawinkel und Behrens bestehende Chor fortwährend den Titel des Liedes: „Broken hearts for you and me“.
Im Lied Nasty beschimpft Remmler auf Englisch fortwährend seine Ex-Freundin und bringt zum Ausdruck, dass er es nach der offensichtlichen Trennung nicht mehr nachvollziehen kann, dass er sich je mit ihr eingelassen hat. Das Lied verfügt über keinen Refrain, stattdessen beginnt nach zwei Strophen ein stark dissonantes Gitarrensolo, dem eine weitere Strophe folgt. Zum Ende steigert sich das Lied in einem Crescendo, in welchem Remmler fortwährend und mit zunehmender Tonhöhe „I can’t go on with this feeling ’bout you“ singt. Im Ausklingen des Liedes verfällt Remmler in Gelächter.

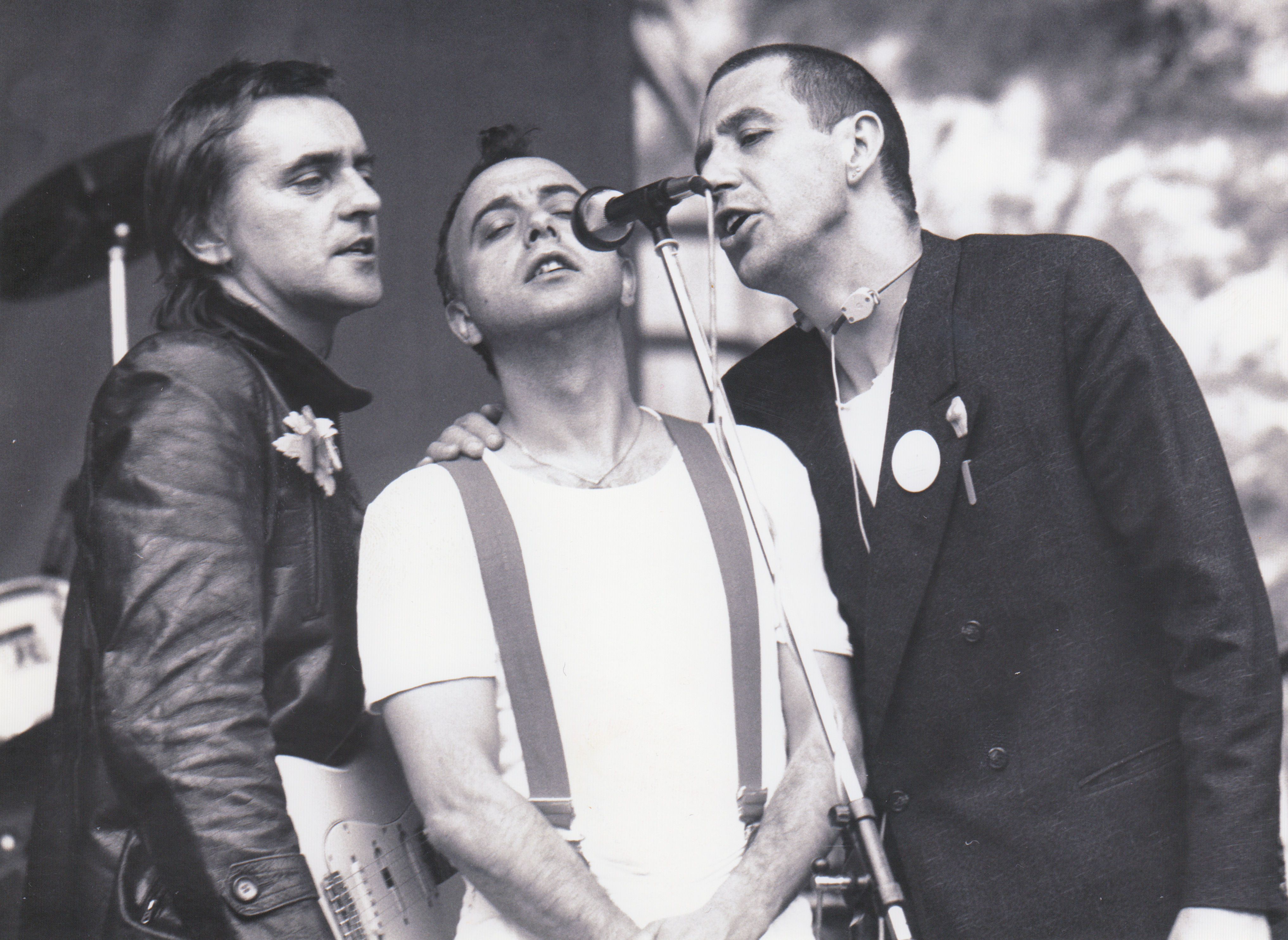
Trio 1982 (v. l. n. r.: Kralle Krawinkel, Peter Behrens, Stephan Remmler)

Den Calypso-Rhythmus des Liedes Energie steuert anstatt des Schlagzeugs eine Heimorgel bei. Einleitend ist Wellenrauschen und ein stark verhalltes Gitarrensolo zu hören. Zu dieser musikalisch aufgebauten Südsee-Atmosphäre spricht Remmler eine deutsche Introduktion:

„Braune Burschen spülen am Strand auf selbstgemachten folkloristischen Instrumenten. Geschmeidige Körper wiegen sich im Mondlicht. (…)“

Der Text wird – nachdem Gitarrensolo und Wellenrauschen geendet haben – auf Englisch fortgesetzt und beschreibt, wie Remmler seine Freundin darum bittet ihn aufzubauen. Zunächst singt er den Text nur zum Rhythmus der Heimorgel; später setzen Gitarre und Chor ein. Schlagzeug ist während der gesamten Aufnahme nicht zu hören. Beendet wird das Lied mit den von Fingerschnippen begleiteten Zeilen

„Zuviel Nerv, zuviel Nerv
gib’ mir Energie
Zuviel Nerv, zuviel Nerv
oh woman rescue me.“

Den Abschluss der A-Seite des Albums bildet der Punksong Los Paul, der mit der markanten Zeile „Los Paul, du musst ihm voll in die Eier hau’n!“ beginnt. Zu einem schnellen Beat des Schlagzeugs spielt Krawinkel in den Strophen stoisch nur einen einzigen Akkord auf der E-Gitarre. Remmler singt dazu eine Handvoll Phrasen, die einem Kommentar eines Fußballspiels entnommen sind. Nach dem zweiten Refrain setzt der Gesang aus. Im linken Stereo-Kanal sind Ausschnitte eines realen Fußballkommentars zu hören, in denen Bildwiederholungen erläutert werden. Im rechten Stereo-Kanal dagegen erklingen parallel nacheinander mehrere Nachrichtensprecher, die vom Attentat auf Ronald Reagan berichten.
Die B-Seite wird mit dem Lied Sabine Sabine Sabine eröffnet. Da das Lied nicht im Studio, sondern in Eigenproduktion von Trio im Proberaum entstand, fällt dieses Lied klanglich deutlich aus dem Rahmen des restlichen Albums. Insbesondere das Schlagzeug hat eine eher perkussive Klangfarbe. Zu einer seichten musikalischen Untermalung, die dem Easy Listening zuzuordnen ist, telefoniert der Vortragende mit seiner Ex-Freundin Sabine, deren Antworten nicht zu hören sind. Die Verunsicherung, die der Gesprächsverlauf beim Vortragenden hervorruft, drückt sich an keiner Stelle durch Wortwahl, sondern durch Intonation aus. Obwohl sein Vorhaben, ein Treffen mit seiner Ex-Freundin zu vereinbaren, scheitert, täuscht er Langeweile vor, um seinen Misserfolg zu kaschieren.

Notenbeispiel: Die Strophen des Liedes Da Da Da bestehen nur aus Sprechgesang mit Schlagzeugbegleitung.

Der ironische Schlager Da Da Da ich lieb dich nicht du liebst mich nicht aha aha aha wird in den teils deutsch, teils englisch gesprochenen Strophen von Schlagzeug und einem Keyboard begleitet. Das Lied beschreibt das Ende einer Liebesbeziehung, was durch die ständige Wiederholung der Zeile „Ich lieb dich nicht du liebst mich nicht“ stark betont wird. Zum Refrain, der im Wesentlichen aus den drei Silben „Da Da Da“ besteht, setzen E-Gitarre, ein leiser E-Bass sowie ein weiblicher Chor und Kastagnetten ein.
Der Rocksong Sunday You Need Love Monday Be Alone beschreibt eine Frau, die begehrt wird, wobei von vornherein klar ist, dass die Beziehung das Wochenende nicht überdauern wird. Gegen Ende des Liedes fordert der Vortragende die Frau gar auf, sich nicht mit ihm einzulassen, da er sie nicht respektvoll genug behandeln würde.
Das Lied Nur ein Traum beschreibt zweimal einen Tagtraum – einmal auf Englisch, einmal auf Deutsch. Das Lyrische Ich ist mit seiner Geliebten im Auto unterwegs und schwärmt von ihr. Dann wird ihm klar, dass er eigentlich allein im Auto sitzt, und die Geliebte nur ein Traum ist.
Wie schon Ja ja ja ist das Lied Ja Ja Wo gehts lank Peter Pank schönen Dank dem Punk zuzuordnen. Zu einem sehr schnell gespielten Gitarrenriff und einer Schlagzeugfigur, die nur auf Bassdrum und Snare gespielt wird, singt Remmler auf Deutsch eine Reihe zusammenhangloser Phrasen, darunter auch Trios Telefonnummer. Das Lied endet, indem es ohne Fadeout abgebrochen wird.
Die einzige Coverversion des Albums ist Ya Ya, ein Rhythm-and-Blues-Hit von Lee Dorsey aus dem Jahr 1961. Der kurze Text wird von Remmler – im Gegensatz zum Vortrag des Originalinterpreten – betont monoton dargeboten. Das Solo nach der zweiten Strophe besteht aus vier chromatisch gespielten Tönen einer Heimorgel.
Danger Is beginnt mit einem dissonanten Gitarrenriff, das abrupt mit dem Einsetzen des Gesangs endet. Inhaltlich beschreibt das Lied das Herannahen einer nicht greifbaren Gefahr. Nach jeder Strophenzeile spielt Krawinkel ein kurzes Riff auf der E-Gitarre. Nach zwei Strophen setzt das Riff aus dem Intro erneut ein, es wird jedoch noch dissonanter gespielt. Dazu heult eine Sirene.
Das Album wird mit einem kurzen Ausschnitt aus einem Konzert von Trio beendet, der aus einer textlich veränderten Kurzfassung des jamaikanischen Volksliedes Banana Boat Song besteht, welches vor allem in einer Fassung von Harry Belafonte populär wurde. Anstatt des abschließenden Schlachtruf „Day-O“ des Originals ruft Behrens auf der Aufnahme: „Tri-o“, worauf das Publikum „Tri-i-i-o“ antwortet.

## Rezeption

Für eine Heft-CD, die 2009 einer Jubiläumsausgabe des deutschen Rolling Stone beilag, gestaltete Stephan Remmler unter Bezug auf das Album Trio handschriftlich das Cover

### Rezensionen
Da das Album Trio erst ein halbes Jahr nach Veröffentlichung einem breiteren Publikum bekannt wurde, existieren nur wenige Rezensionen, die nach der Erstveröffentlichung erschienen. Der Journalist Detlef Kinsler vom Musikmagazin Sounds schrieb, es handele sich um ein Album, „das dich schon bei dem Versuch, es innerhalb der deutschen Szene ‚einzuordnen‘, scheitern lässt.“ Von fünf möglichen Punkten vergab er „ratlos“ zwei bis fünf.
Der Musikexpress schrieb 1981 zu dem Album: „Mitunter erinnert die Musik in ihrer Kaputtheit an die Cramps, ein Beinah-Garagensound, ein ursprüngliches Rock’n’Roll-Feeling.“ Zusätzlich unterstellte das Musikmagazin Einflüsse der Sex Pistols, Elvis Presley, Otto Waalkes, Torfrock und Status Quo. In einer späteren Ausgabe des Musikexpress hebt Bernd Gockel die Bedeutung der Texte der Band hervor:

„Und was die Texte angeht, so steckt auch da offenbar mehr dahinter, als es zunächst den Anschein hat. Die Klischees und Sprachfetzen, die Stefan Remmler aus dem täglichen Leben aufgreift und zusammensetzt, geben nach den Gesetzen der Logik sicher kaum einen Sinn (…), dahinter aber tritt eine Realität zutage, die dem Hörer unbewusst bestens vertraut ist. Die alltägliche Banalität ist die Botschaft.“

Erst Jahre nach Veröffentlichung erhielt das Album wohlwollende Kritiken und Auszeichnungen. 2001 wurde das Album von den Redakteuren des Musikexpress zum drittwichtigsten Album aus Deutschland überhaupt gewählt. Autor Christoph Lindemann resümiert in seinem Artikel über das Album: „Trio erinnerten kurz an Punk, an Schlager und an jedermanns erste Gesangsübungen im Jugendzimmer und konfrontierten ihr Pling-Pling und Bäng-Bäng mit aufreizend redundanten Textpassagen. So war Pop in Deutschland bis dato nicht auf den Punkt gekommen.“

### Chartplatzierungen

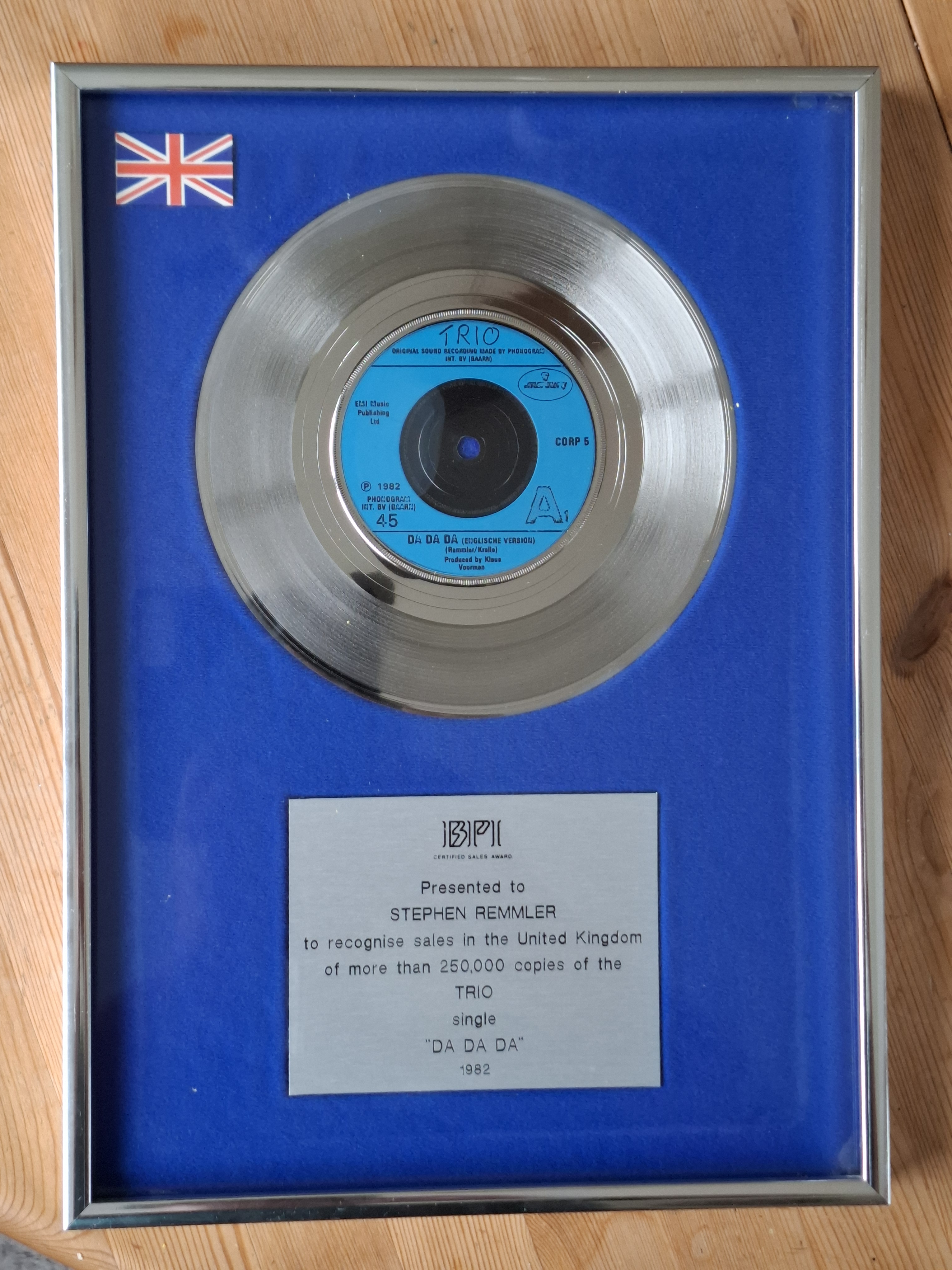
Goldene Schallplatte für "Da da da" in UK

Trotz ungewöhnlicher Werbemaßnahmen wie Konzerte in Schallplattenläden konnten zunächst nicht genügend Alben für eine Chartplatzierung abgesetzt werden. Der Norddeutsche Rundfunk strahlte Ende November 1981 ein Radio-Konzert aus, das Trio im Hamburger Club Onkel Pö gab, und der Westdeutsche Rundfunk strahlte Ende Februar 1982 ein 80-minütiges Fernsehkonzert aus, das Trio im Rahmen des Rockpalastes gab. Jedoch erst der Erfolg, den die Single Da Da Da nach sich zog, führte dazu, dass das Album Trio sich in den deutschen Albumcharts auf Platz drei platzieren konnte, während die Single Da Da Da Platz zwei der Single-Charts erreichte. Obwohl von dem Album letztlich über 250.000 Exemplare verkauft wurden, führte dies nicht zu einer Verleihung einer Goldenen Schallplatte, da die Verkaufszahlen der verschiedenen Auflagen nicht zusammengezählt werden durften. Außerhalb des deutschsprachigen Raumes konnte sich das Album nur in Schweden (Platz 40) in den Albumcharts platzieren. Die Single Da Da Da war ein internationaler Hit und verkaufte sich weltweit 13 Millionen Mal, davon allein in Europa 3 Millionen Exemplare.

### Cover-Versionen
Neben zahllosen Cover-Versionen des Welthits Da Da Da wurden auch andere Lieder des Albums von anderen Künstlern interpretiert. Die US-amerikanischen Bands The Jesus Lizard und Oblivians veröffentlichten je eine Version von Sunday You Need Love Monday Be Alone. Letztere Band veröffentlichte davon eine Single, auf dessen B-Seite sich das Lied Ja ja ja befindet und dessen Single-Cover dem US-amerikanischen Cover des Albums Trio nachgeahmt ist. Auch auf Single veröffentlichte 1997 die deutsche Band Samba das Lied Kummer. 1991 erstellten Die Fantastischen Vier aus Samples aus den Liedern Ja ja wo gehts lank Peter Pank schönen Dank und Ja ja ja das Lied Böse, das auf ihrem Debüt-Album Jetzt geht’s ab erschien. Das 2004 erschienene Trio-Tribut-Album Krach Bum Bäng Zack Döner enthält annähernd alle Lieder des Albums Trio – interpretiert von norddeutschen Amateurbands.

## Titellisten

### Deutsche Titellisten

Auf der Rückseite des Albumcovers notierte Remmler handschriftlich die Titel – hier noch ohne „Da da da“.

Die Titellisten des Albums Trio variieren sehr stark, abhängig vom Tonträger oder der Auflage. Die Erstauflage auf Vinyl-Schallplatte enthielt folgende Titelliste:
A-Seite
- Achtung Achtung – 0:30
- Ja ja ja – 2:57
- Kummer – 2:38
- Broken Hearts for You and Me – 3:33
- Nasty – 2:38
- Energie – 3:30
- Los Paul – 2:32

B-Seite
- Sabine Sabine Sabine – 3:46
- Sunday You Need Love Monday Be Alone – 3:48
- Nur ein Traum – 3:04
- Ja Ja wo gehts lank Peter Pank schönen Dank – 2:50
- Ya Ya – 2:15
- Danger Is – 2:14
- TRIO – 0:31

Bonus-Single
- Halt mich fest ich werd verrückt – 2:02
- Lady-O-Lady – 2:52

Schon diese Erstauflage erschien mit unterschiedlichen Titelreihenfolgen: Der Ausgabe des Albums auf Audiokassette waren die beiden Lieder der Bonus-Single vorangestellt. Um die Laufzeiten der A- und B-Seite der Audiokassette anzugleichen, wurde das Lied Los Paul auf die B-Seite verschoben. Auf der 1984 erschienenen CD-Fassung des Albums wurde auf die Audiokassetten-Titelliste exklusive der vorangestellten Bonus-Single und inklusive Da Da Da zurückgegriffen, woraus sich folgende Titelliste für die CD-Ausgabe ergibt:
Titelliste CD-Fassung
1. Achtung Achtung – 0:30
2. Ja ja ja – 2:57
3. Kummer – 2:38
4. Broken Hearts for You and Me – 3:33
5. Nasty – 2:38
6. Energie – 3:30
7. Sabine Sabine Sabine – 3:46
8. Da Da Da ich lieb dich nicht du liebst mich nicht aha aha aha – 3:23
9. Sunday You Need Love Monday Be Alone – 3:48
10. Nur ein Traum – 3:04
11. Ja Ja wo gehts lank Peter Pank schönen Dank – 2:50
12. Ya Ya – 2:15
13. Los Paul – 2:32
14. Danger Is – 2:14
15. TRIO – 0:31

### Internationale Titellisten

Auch für die US-amerikanische Fassung des Albums verfasste Stephan Remmler die Titelliste handschriftlich

International wichen die Titellisten erheblich von den deutschen Titellisten ab. In Spanien wurde beispielsweise die sechseinhalb Minuten lange englische Maxi-Version von Da Da Da dem Album vorangestellt. Aus Platzgründen wurden von der A-Seite hierfür zwei Titel ersatzlos gestrichen. In den Vereinigten Staaten erschien das Album Trio im September 1982 lediglich als EP-Single mit sechs Titeln, darunter auch die in Deutschland nicht erschienene englische Fassung von Anna – Lassmichrein Lassmichraus:
A-Seite
- Anna – Letmeinletmeout – 2:40
- Da Da Da I Don’t Love You You Don’t Love Me Aha Aha Aha [Long Version] – 6:32
- Broken Hearts for You and Me – 3:31

B-Seite
- Energie – 3:29
- Sunday You Need Love Monday be Alone – 3:45
- Ja ja ja – 2:56

Weitere Veröffentlichungen im europäischen Raum enthielten noch mehr abweichende Titellisten. In Griechenland entsprach zwar die A-Seite des Albums der deutschen Pressung, auf der B-Seite findet sich dagegen anstatt der Lieder Danger Is und Nur ein Traum das Lied Halt mich fest ich werd verrückt, das in Deutschland nur auf der Bonus-Single zu finden war.

### Wiederveröffentlichung 2003

Trio Deluxe Edition (2003)

2003 veröffentlichte Universal Music, in dem die PhonoGram und Mercury Records zwischenzeitlich aufgegangen waren, das Album als Doppel-CD unter dem Namen Trio Deluxe Edition erneut. Alle Titel wurden einem Remastering unterzogen. Als Bonustitel der ersten CD wurden die beiden Lieder der Bonus-Single sowie die so genannte „Lange Version“ und die englische Version von Da Da Da hinzugefügt. Auf der zweiten CD befinden sich annähernd alle Lieder, die Trio in Demofassungen 1981 selbst produziert hatte. Als Klangquelle für das Remastering stand nur eine schlecht erhaltene Compact Cassette zur Verfügung, sodass die Lieder stark verrauscht sind. Des Weiteren findet sich auf der zweiten CD die vollständige 10″-Demo-Schallplatte, die Trio 1981 in geringer Auflage hatte pressen lassen. Auch für diese drei zusätzlichen Lieder standen keine Masterbänder, sondern nur die eigentliche Schallplatte als Klangquelle zur Verfügung.
Im Booklet der Doppel-CD wird die Produktionsgeschichte des Albums ausführlich vom „Rolling Stone“-Redakteur Joachim Hentschel erläutert, der hierzu Interviews mit allen Beteiligten geführt hatte.
Titelliste Trio Deluxe Edition
CD 1
1. Achtung Achtung – 0:30
2. Ja ja ja – 2:57
3. Kummer – 2:38
4. Broken Hearts for You and Me – 3:33
5. Nasty – 2:38
6. Energie – 3:30
7. Sabine Sabine Sabine – 3:46
8. Da Da Da ich lieb dich nicht du liebst mich nicht aha aha aha – 3:23
9. Sunday You Need Love Monday Be Alone – 3:48
10. Nur ein Traum – 3:04
11. Ja Ja wo gehts lank Peter Pank schönen Dank – 2:50
12. Ya Ya – 2:15
13. Los Paul – 2:32
14. Danger Is – 2:14
15. TRIO – 0:31
16. Lady-O-Lady – 2:52
17. Halt mich fest ich werd verrückt – 2:02
18. Da Da Da I Don’t Love You You Don’t Love Me Aha Aha Aha – 3:26
19. Da Da Da ich lieb dich nicht du liebst mich nicht aha aha aha (Lange Version) – 6:32

CD 2 (Demo Tracks)
1. Los Paul – 1:56
2. Ja Ja wo gehts lank Peter Pank schönen Dank – 2:41
3. Broken Hearts for You and Me – 2:50
4. Du ich wär so gern bei dir – 3:09
5. Danger Is – 2:32
6. Sabine Sabine Sabine – 3:47
7. Energie – 3:11
8. Ya Ya – 2:26
9. Kummer (live) – 5:58
10. Lady-O-Lady – 4:13
11. Sunday You Need Love Monday Be Alone – 4:19
12. Broken Hearts for You and Me (live) – 8:47